# Szólád
Szólád is een plaats (község) en gemeente in het Hongaarse comitaat Somogy. Szólád telt 615 inwoners (2001).
Het dorp is van origine erg gericht op de wijnbouw, tegenwoordig is het kleinschalige toerisme in opkomst. Beroemd zijn de wijnkelders.
Begin augustus is er het jaarlijkse dorpsfeest. Vaste onderdelen hiervan zijn de kermis, soep kook wedstrijd, Paarden menwedstrijd.
Szólád ligt dicht bij het beroemde Balatonmeer. Mensen die wel de voordelen van dit meer willen ervaren, maar niet in de drukte van het Balatonmeer willen zitten, vinden in Szólád een prima thuisbasis voor bezoeken aan het Balatonmeer of fietstochten en wandelingen in het achterland van Szólád.
In 2010 is in Szólád een kleinschalige vakantiepark Robiniapark opgeleverd. De stichting Satyananda Yoga Centre heeft 10 hectare grond aangekocht en heeft plannen om een yogacentrum te bouwen in Szólád.